# S.A.R. il Principe di Napoli e la Principessa Elena visitano il battistero di S. Giovanni a Firenze
S.A.R. il Principe di Napoli e la Principessa Elena visitano il battistero di S. Giovanni a Firenze è un documentario del 1895 diretto e prodotto da Filoteo Alberini.